# Lupus Hellinck
Lupus Hellinck, spesso citato anche come Wulfaert, (1493 – Bruges, 14 gennaio 1541), è stato un compositore fiammingo o di altra nazione del nord Europa, che operò nel Rinascimento.
Fu un importante compositore di messe oltre che di corali e mottetti. Nonostante sia stato un cattolico per tutta la sua vita, la sua musica mostra evidenti simpatie per la riforma protestante e tre dei suoi mottetti, incluso il famoso In te domine speravi, è probabilmente ispirato agli scritti che Girolamo Savonarola redasse in prigione.

## Biografia
Nacque probabilmente ad Axel ma molto poco si conosce sulla sua vita prima della sua apparizione a Bruges alla chiesa di San Donato il 24 marzo 1506. Nel 1511 abbandonò gli studi tornando a san Donato nel 1513 come chierico, dove rimase fino al 1515.
Fino a poco tempo fa, non si sapeva nulla delle sue attività per i successivi quattro anni, ma nel 1989 la pubblicazione di alcuni documenti degli archivi del Vaticano, ha dimostrato che Lupus trascorse questo tempo a Roma. Uno di questi documenti, datato aprile 1518, dichiara la sua età pari a 24 anni, il che fa dedurre una data di nascita tra il 1493 ed il 1494. Durante questo periodo fu membro della famiglia di Papa Leone X e intorno al 1518 venne ordinato sacerdote. Un'ulteriore confusione, non definitivamente risolta, venne ingenerata dal teorico musicale e scrittore Vincenzo Galilei, padre di Galileo, che inserisce un "Lupus" originario del nord Europa, in un elenco di musicisti illustri alla corte di Leone X nel 1513, tuttavia, Vincenzo scriveva ciò alcuni decenni più tardi.
Intorno al giugno 1518 Hellinck fu probabilmente a Ferrara al servizio di Sigismondo d'Este (se questo era lo stesso "Lupus" di cui si discute, anche se vi è un certo consenso fra gli storici nel ritenere i due "lupus" la stessa persona). Circa un anno dopo fece ritorno nei Paesi Bassi, e dall'ottobre 1519 fu nuovamente a Bruges presso la Chiesa di San Donato. Nel 1521 divenne vice maestro del coro alla vicina Chiesa di Nostra Signora e nel 1523 ritornò a San Donato con lo stesso incarico.
Sembra poi che sia rimasto a Bruges per il resto della sua vita. Una fonte dell'epoca fornisce indicazioni circa il suo atteggiamento nei confronti della Riforma protestante: la sua partecipazione, nel 1539, ad una gara drammatica a Gand, nella composizione di un'opera che venne poi messa all'Indice dei libri proibiti. Assieme alla sua diffusissima In te domine speravi, le sue altre due composizioni di Miserere(Salmo 6 e 50 rispettivamente) sono state viste come visti come tributi alle idee del riformatore Savonarola. Questo indicherebbe la sua simpatia, se non la sua partecipazione attiva, al movimento di riforma ecclesiastica.

## Musica
Hellinck compose messe, mottetti, corali, chanson e canzoni in fiammingo. Tutte le sue messo sono state composte utilizzando la tecnica della messa parodia e molte di queste sono tratte dai suoi mottetti.  Stilisticamente sono basate sul contrappunto e composte con molti passaggi ripetuti in toto o in parte.  Appaiono spesso delle sezioni contrastanti scritte in omofonia: ad esempio il passaggio et incarnatus est è normalmente composto in lenti accordi, una tecnica di drammatizzazione usata anche da Josquin des Prez nella sua Missa Pange lingua. Gli "Agnus Dei" di chiusura sono spesso tratti da melodie udite in punti precedenti delle messe, unificando tematicamente la composizione in un modo che diverrà poi comune diverse centinaia di anni dopo.
I mottetti di Hellinck hanno attirato l'attenzione degli studiosi in epoca moderna a causa della loro possibile relazione con gli scritti di Savonarola. Hellinck trascorse del tempo a Ferrara, il luogo di nascita del riformatore, alla Corte degli Este, dove Savonarola era ancora molto apprezzato, e dove la critica della costituzione papale era possibile, almeno in maniera velata. Mentre era in prigione, dopo essere stato torturato, ed a pochi giorni dalla sua esecuzione, il Savonarola scrisse due appassionate meditazioni sui Salmi Infelix ego e Tristitia obsedit me (il salmo 50 e 30 rispettivamente); questi testi divennero fra i preferiti dei compositori di mottetti nel corso del XVI secolo, specialmente in regioni lontane da Roma. Tuttavia, prima che questi testi venissero liberamente utilizzati nelle composizioni, alcuni compositori vi fecero riferimento con toni nascosti: è il caso dei mottetti di Hellinck basati sui Salmi 30 e 50.
I tre motteti di Hellinck ispirati a Savonarola vennero probabilmente scritti tutti a Ferrara. In te domine speravi molto probabilmente composto fra il 1518 ed il 1519, può essere stato composto invece subito dopo il suo ritorno a Bruges. Il primo dei due Miserere, Miserere mei deus, basato su di una collezione di versi provenienti da alcuni salmi, denuncia delle reminiscenze stilistiche del Miserere di Josquin, è inserito in una copia italiana del 1520 e venne composto probabilmente a Ferrara. Il Miserere mei domine è basato sul salmo 6 ed anch'esso risente dello stile di Josquin. Lo stesso lo aveva composto a Ferrara circa due decenni prima.
Negli ultimi anni della sua vita Hellinck scrisse dei corali alla tedesca nello stile del mottetto. Il motivo del corale è al tenor, ma differisce ritmicamente di poco rispetto alle altre voci. L'esistenza di questi pezzi da un'ulteriore testimonianza della sua simpatia per la riforma protestante.